# Procecidochares australis
Procecidochares australis är en tvåvingeart som beskrevs av Aldrich 1929. Procecidochares australis ingår i släktet Procecidochares och familjen borrflugor. Inga underarter finns listade i Catalogue of Life.